# Fidena aurimaculata
Fidena aurimaculata är en tvåvingeart som först beskrevs av Macquart 1838.  Fidena aurimaculata ingår i släktet Fidena och familjen bromsar. Inga underarter finns listade i Catalogue of Life.